# Jużnyj (rejon korienowski)
Jużnyj (ros. Южный) – osiedle w Rosji, w Kraju Krasnodarskim, w rejonie korienowskim. W 2010 liczyło 720 mieszkańców.